# آرثر بيارسلانوف
آرثر بيارسلانوف (مواليد 22 أبريل 1995) هو ملاكم كندي من أصل روسي، مثّل كندا في الألعاب الأولمبية الصيفية 2016.

## وصلات خارجية
آرثر بيارسلانوف على موقع بوكس ريك (الإنجليزية) (registration required)
- آرثر بيارسلانوف على موقع اللجنة الأولمبية الدولية (الإنجليزية)
- آرثر بيارسلانوف على موقع أوليمبيديا (الإنجليزية)
- آرثر بيارسلانوف على موقع اللجنة الأولمبية الكندية (الإنجليزية)
- آرثر بيارسلانوف على موقع اتحاد ألعاب الكومنولث (مؤرشف) (الإنجليزية)